# Juliusz Foss
Juliusz Foss (ur. 5 lutego 1938 w Warszawie, 30 sierpnia 1988) – polski dziennikarz, założyciel Tygodnika Ostrołęckiego.
W 1963 uzyskał tytuł magistra dziennikarstwa, ale w zawodzie debiutował już w 1960 r., na łamach pisma studenckiego itd. Następnie związany z Walką Młodych między innymi jako kierownik działu krajowego, reportażu a także sekretarz redakcji. Od 1978 r., starszy publicysta działu ideologiczno-politycznego Sztandaru Młodych. Komentator w Razem, a w latach 1979-1982 także pracownik miesięcznika Perspektywy. 
W 1982 r. wyjeżdża do Ostrołęki i jest organizatorem nowej gazety, Tygodnika Ostrołęckiego, w którego redakcji pełnił funkcję także redaktora naczelnego. Pierwszy nr ukazuje się 17 października 1982 r., i do momentu jego odwołania do Warszawy w 8 marca 1986 r. ukazało się 177 numerów gazety.
Redaktor naczelny dwutygodnika Narzędziowiec. Komentator Polskiej Agencji Interpress, w Naczelnej Redakcji Krajowej.